# Robert E. Gross
Robert Edward Gross (ur. 2 lipca 1905 w Baltimore, zm. 11 października 1988 w Plymouth) – amerykański chirurg, pionier kardiochirurgii dziecięcej. Wykonał pierwszą udaną operację zamknięcia przetrwałego przewodu tętniczego przez jego podwiązanie.

## Życiorys
Był synem emigranta o niemieckich korzeniach, który zajmował się budową instrumentów muzycznych. W 1931 ukończył medycynę na wydziale lekarskim Uniwersytetu Harvarda. Dalsze umiejętności w zakresie chirurgii zdobywał pod okiem znanych nauczycieli: Elliotta Cutlera w Peter Bent Brigham Hospital w Bostonie i Williama E. Ladda w Children’s Hospital. W 1937 przebywał w Europie. Odwiedził w tym czasie Ferdinanda Sauerbrucha w Berlinie i Edynburgu.
W 1938 podczas pracy w Children’s Hospital w Bostonie, pod kierownictwem Williama Ladda, wykonał pierwsze udane zamknięcie przetrwałego przewodu tętniczego u siedmioletniej dziewczynki, która dożyła później sędziwego wieku. Szczegółowo przygotował się do tej ryzykownej operacji i wykorzystując nieobecność szefa przeprowadził ją. Ladd nie wyrażał zgody na przeprowadzenie operacji i nigdy mu tego nie wybaczył. Kiedy odchodził na emeryturę w 1945, był przeciwny objęciu jego stanowiska przez Roberta Grossa. Mimo to w 1947 Gross został powołany na dyrektora chirurgii w Children’s Hospital w Bostonie.
W 1945 był drugim chirurgiem po Clarensie Crafoordzie, który zoperował koarktację aorty. Szansy na bycie pierwszym w rozwijaniu myśli Helen Taussig, która zaowocowała powstaniem tzw. zespolenia Blalock-Tausing zastosowanego w leczeniu wrodzonych siniczych wad serca, niestety nie dostrzegł. Niepodjęcie tego wyzwania uważał później za błąd i powiedział: Powinienem z większą uwagą wysłuchać Helen Taussig.
W 1948 Gross jako pierwszy w świecie przeszczepił część aorty z jednego pacjenta drugiemu choremu. Po pobraniu aorty od zmarłego dawcy, po jej zamrożeniu wysterylizował tkanki w cyklotronie. Przez stosowanie takich metod Gross był także pionierem nowoczesnej chirurgii naczyniowej.
Za zasługi dla medycyny wielokrotnie nagradzany i odznaczany. Między innymi dwukrotnie (1954 i 1959) Nagrodą im. Alberta Laskera w dziedzinie klinicznych badań medycznych.

## Życie prywatne
Od dzieciństwa z powodu wrodzonej zaćmy widział tylko na jedno oko. Z tego powodu ciągle ćwiczył widzenie przestrzenne.
Od czasu studiów był związany z Mary Lou Orr (była córką chirurga), z którą miał dwie córki.